# 그라도 (이탈리아)

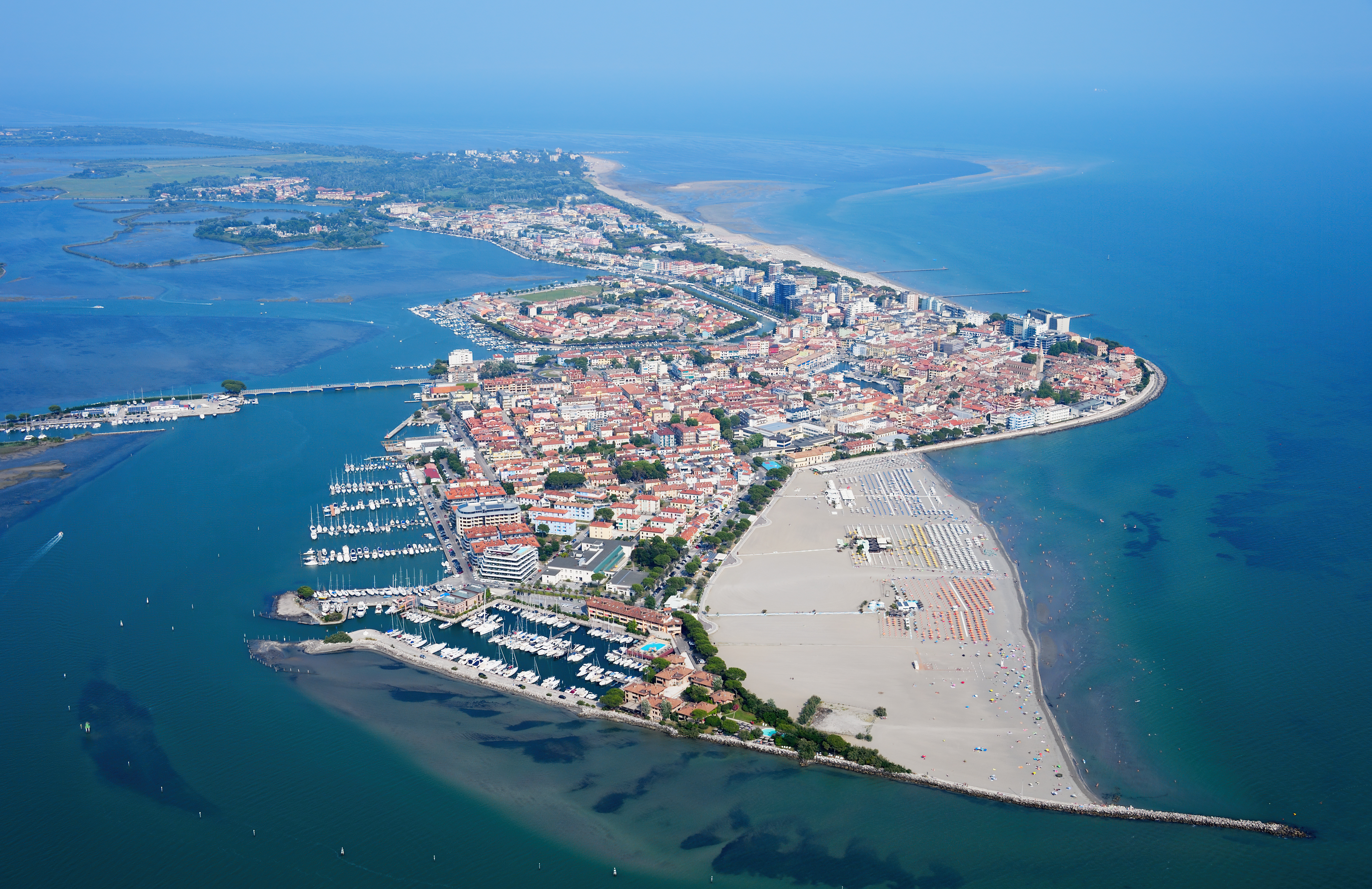
그라도

그라도(이탈리아어: Grado, 베네토어: Gravo)는 이탈리아 프리울리베네치아줄리아주 고리치아도의 도시이다.

## 같이 보기
- 프리울리베네치아줄리아주